# Championnat de France de football de deuxième division 1969-1970
Navigation
Division Interrégionale 1968-1969 National 1970-1971
Le Championnat de France de football D2 1969-1970 avec une poule unique de 16 clubs, voit l’attribution du titre à l'OGC Nice, qui accède à la première division en compagnie de l’Association Sportive Nancy-Lorraine et du Stade de Reims. À la suite de la recomposition de la deuxième division, celle-ci sera constituée de trois poules de 16 équipes chacune la saison prochaine.

## Les 16 clubs participants
| - AS aixoise - Gazélec Ajaccio - Olympique avignonnais - RCFC Besançon - US Boulogne - AS Cannes - US Dunkerque - FC Grenoble | - RFC Paris-Neuilly (remplace le Bataillon de Joinville) - Limoges FC - FC Lorient - AS Monaco - AS Nancy-Lorraine - OGC Nice - Stade de Reims - SC Toulon |

## Classement final
| Rang | Équipe                | Pts | J  | G  | N  | P  | Bp | Bc | Diff |
| ---- | --------------------- | --- | -- | -- | -- | -- | -- | -- | ---- |
| 1    | OGC Nice R            | 46  | 30 | 19 | 8  | 3  | 54 | 18 | +36  |
| 2    | AS Nancy-Lorraine     | 45  | 30 | 20 | 5  | 5  | 77 | 31 | +46  |
| 3    | Olympique avignonnais | 40  | 30 | 16 | 8  | 6  | 60 | 26 | +34  |
| 4    | Stade de Reims        | 37  | 30 | 16 | 5  | 9  | 44 | 31 | +13  |
| 5    | FC Grenoble           | 36  | 30 | 13 | 10 | 7  | 55 | 36 | +19  |
| 6    | US Boulogne           | 34  | 30 | 14 | 6  | 10 | 38 | 35 | +3   |
| 7    | Gazélec Ajaccio       | 29  | 30 | 12 | 5  | 13 | 42 | 39 | +3   |
| 8    | AS Monaco R           | 28  | 30 | 10 | 8  | 12 | 38 | 44 | -6   |
| 9    | Olympique Dunkerque   | 27  | 30 | 10 | 7  | 13 | 30 | 42 | -12  |
| 10   | FC Lorient            | 25  | 30 | 9  | 7  | 14 | 32 | 37 | -5   |
| 11   | RFC Paris-Neuilly     | 25  | 30 | 7  | 11 | 12 | 28 | 37 | -9   |
| 12   | AS aixoise            | 25  | 30 | 9  | 7  | 14 | 36 | 64 | -28  |
| 13   | AS Cannes             | 24  | 30 | 8  | 8  | 14 | 28 | 49 | -21  |
| 14   | SC Toulon             | 20  | 30 | 8  | 4  | 18 | 32 | 51 | -19  |
| 15   | RCFC Besançon         | 20  | 30 | 8  | 4  | 18 | 30 | 53 | -23  |
| 16   | Limoges FC            | 19  | 30 | 7  | 5  | 18 | 32 | 63 | -31  |

Victoire à 2 points

R : Relégué de Division 1 1968-1969
- Montée en Division 1 1970-1971
- Abandon du statut professionnel

## À l’issue de ce championnat
- L’OGC Nice, le Stade de Reims et l’Association Sportive Nancy-Lorraine sont promus en championnat de première division.
- Il n’y a pas d’équipes reléguées de la première division à cause du passage de 18 à 20 club pour la saison suivante. Il y aura cependant des matchs de barrage mais l’abandon du statut professionnel du FC Rouen fera que l'US Valenciennes-Anzin  et l’AC Ajaccio seront repêchés. Le Stade de Reims n’étant classé que 4e, il accèdera à la première division par repêchage car l’Olympique avignonnais n’offre pas les garanties financières nécessaires à son accession au niveau supérieur.
- Le RFC Paris-Neuilly fusionne en fin d'année avec le club de Joinville-le-Pont et devient le Racing Paris-Joinville.
- Il y a la réforme de la deuxième division. Celle-ci augmente le nombre de clubs pouvant y participer et accueille 32 clubs supplémentaires issus du CFA. La saison 1970-1971 verra une division avec trois poules de 16 clubs chacune, mêlant clubs pros et amateurs : c'est le Championnat National dit "Open"..